# ジェシー・ホワイト
ジェシー・ホワイト（Jesse Allen White、1986年4月19日 - ）は、アメリカ合衆国のプロレスラー。コロラド州デンバー出身。
父親は元IWGPヘビー級、三冠ヘビー級、WCW世界ヘビー級の王者であり、ビッグバン・ベイダーのリングネームで知られるレオン・ホワイト

## 来歴
高校時代、レスリングでコロラドの大会で優勝し、アメリカンフットボールではオールアメリカンに選出した経験がある。オクラホマ大学に進学後、故障してしまいアメリカンフットボールから退くことを決意。父であるレオンと同様プロレスラーになることを目指し、2009年11月、地元オクラホマ州を拠点とするインディー団体であるIZW（Impact Zone Wrestling）にてプロレスラーデビューを果たす。アーロン・ニールと組んでジョニーZ & シェーン・ロールズと対戦し、デビュー戦を父親譲りのパワーボムで勝利を飾った。
2010年4月29日、新宿FACEにて開催されたベイダー主催興行、ベイダータイム5にて父ベイダー、父の盟友であるスコーピオとタッグを組み、藤波辰爾 & 本田多聞 & 橋誠組と対戦して勝利。日本でのデビュー戦を勝利で飾った。同年8月20日、スーパーFMWに参戦。後藤達俊からフットボール・タックルで勝利した。また、ZERO1の練習にも参加し、ベイダーの往年のライバルの1人である橋本真也の長男である橋本大地とも対面を行ったことがマスコミ各社で報じられた。
2011年3月21日、全日本プロレスに参戦し、ベイダーと浜亮太と組んでブードゥー・マーダーズ（TARU & MAZADA & レネ・デュプリ）と対戦して勝利。同月27日にはZERO1主催興行、奉納プロレスに参戦。スペシャルタッグマッチ「師弟 vs 親子」と題し、ベイダーと組み、橋本大地 & 大谷晋二郎と対戦し、ベイダーが橋本にビッグバンクラッシュを決めて勝利した。
4月30日、かつてベイダーも所属したWWEにディベロップメント契約を交わし入団。それから半年が経過した10月にWWEの傘下団体であるFCWにてジェイク・カーター（Jake Carter）のリングネームでロスター入り。デビュー間もないながらも出場機会は多く、2012年3月15日にコリー・グレイブスとタッグを組んでFCWフロリダタッグチーム王座を獲得。
FCWが新人発掘番組であるNXTと合併して新生NXTに移行するとジョバーとしての役目が多くなり、2013年9月16日にWWEから解雇となった。

## 得意技
- アトミック・ドロップ
- オクラホマ・スタンピード
- ネックスナップ
- フットボール・タックル

## タイトル歴
FCW
- FCWフロリダタッグチーム王座 : 1回（第27代）

w / コリー・グレイブス